# Bedřiška Braniborsko-Schwedtská
Bedřiška Dorota Sofie Braniborsko-Schwedtská (18. prosince 1736, Schwedt – 9. března 1798, Stuttgart) byla hohenzollernská princezna, neteř pruského krále Fridricha II. Velikého a provdaná württemberská vévodkyně.

## Život

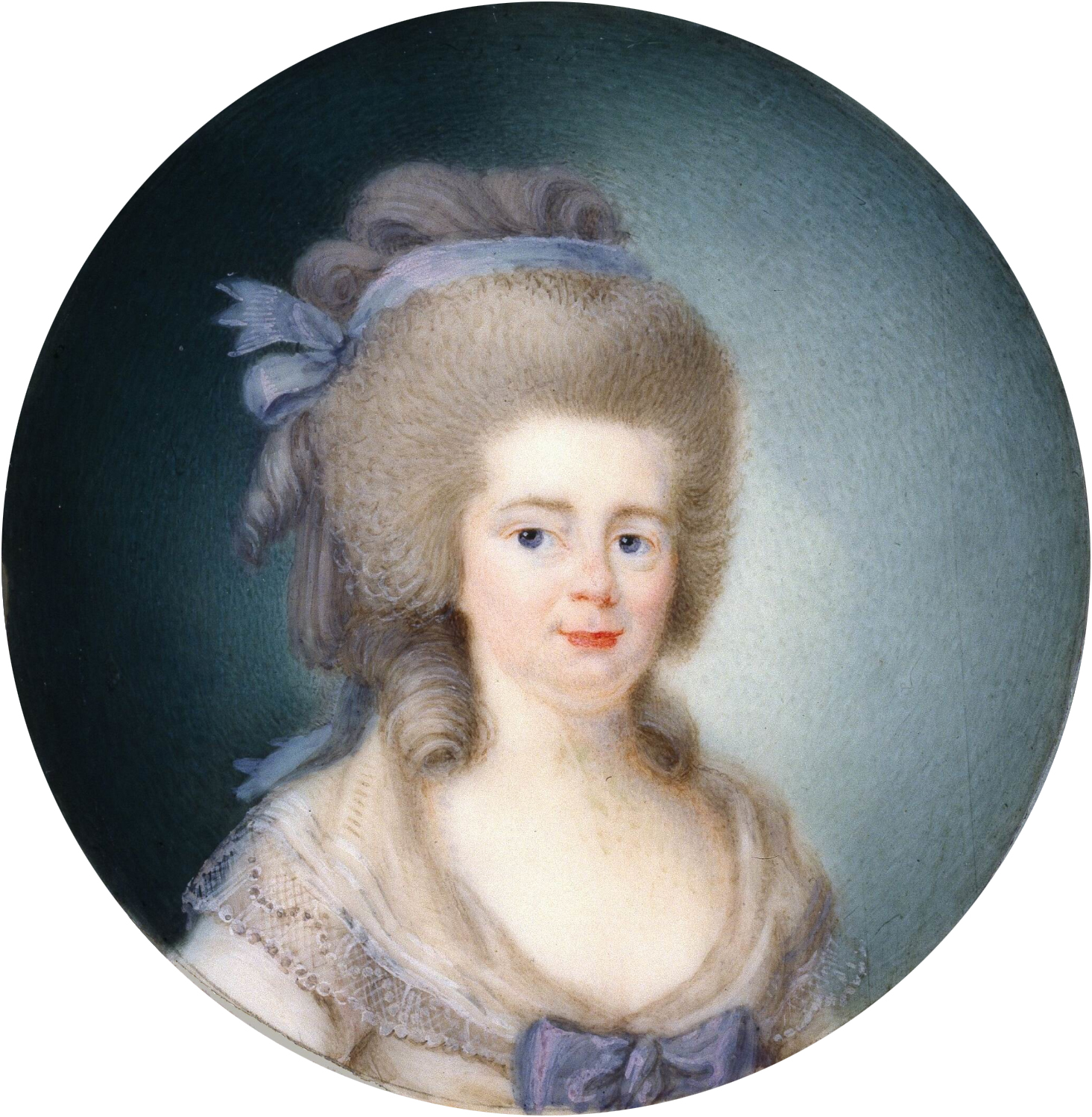
Bedřiška v mládí

Narodila se z manželství braniborsko-schwedtského markraběte Fridricha Viléma Hohenzollernského s pruskou princeznou, rovněž z rodu Hohenzollernů, Sofií Doroteou. Bedřiška byla nejstarším dítětem z tohoto manželství a měla čtyři sourozence: Annu Alžbětu (1738–1820), Jiřího Filipa (1741–1742), Filipínu Augustu (1745–1800) a Jiřího Viléma (1749–1751). Její otec byl popisován jako brutální tyran, kterého se služební báli více než samotného krále, naopak Bedřiščina matka byla popisována jako elegantní a milá. I kvůli povahovým rozdílům se brzy Bedřiščini rodiče rozhádali a nakonec žili odděleně až do smrti Sofie Dorotey, kdy se pravděpodobně usmířili.

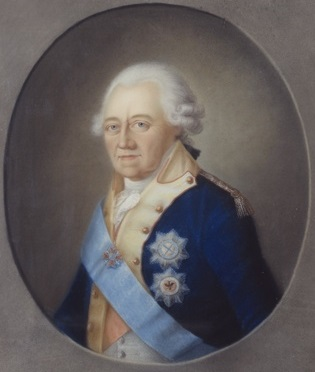
Bedřiščin manžel; Fridrich Evžen Württemberský

Bedřiška byla v historických pramenech popisována jako vtipná a okouzlující dáma. Patřila k reformátorům a podporovala racionalismus. Její manžel byl přísný katolík, avšak po dohodě s ním a radou vychovávala všechny jejich děti jako luterány.
Od roku 1769 žila v Montbéliard, francouzském městě řízeném jejím manželem. Kvůli Velké francouzské revoluci však roku 1792 musela město opustit kvůli hrozícímu nebezpečí. Mezi lety 1795–1797 její manžel zdědil vévodství Württemberk.

## Manžel a děti
Dne 29. listopadu 1753 se Bedřiška provdala za pozdějšího württemberského vévodu Fridricha Evžena, se kterým měla dvanáct dětí. V historii je Bedřiška známá především díky svým dětem, jelikož většina z nich se stala významnými evropskými politiky. Bedřiška je například přímou předkyní Alžběty II. i Charlese, prince z Walesu.
- Fridrich Vilém (6. listopadu 1754 – 30. října 1816), první württemberský král od roku 1797 až do své smrti,
⚭ 1780 Augusta Brunšvicko-Wolfenbüttelská (3. prosince 1764 – 27. září 1788)
⚭ 1797 Šarlota Hannoverská (29. září 1766 – 5. října 1828)

- Ludvík (30. srpna 1756 – 20. září 1817), vévoda württemberský,
⚭ 1784 Marie Czartoryska (15. března 1768 – 21. října 1854), rozvedli se v roce 1793
⚭ 1797 Henrietta Nasavsko-Weilburská (22. dubna 1780 – 2. ledna 1857)

- Evžen Fridrich (21. listopadu 1758 – 20. června 1822), ⚭ 1787 Luisa ze Stolberg-Gedernu (13. října 1764 – 24. května 1834)
- Žofie Dorota (25. října 1759 – 5. listopadu 1828), ruská carevna Marie Fjodorovna, ⚭ 1776 Pavel I. Ruský (1. října 1754 – 24. března 1801), ruský car od roku 1796 až do své smrti
- Vilém Fridrich (27. prosince 1761 – 10. srpna 1830), ⚭ 1800 Wilhelmine von Tunderfeld-Rhodis (18. ledna 1777 – 6. února 1822)
- Ferdinand Fridrich August (22. října 1763 – 20. ledna 1834), polní maršál,
⚭ 1795 Albertina Schwarzbursko-Sonderhausenská (5. dubna 1771 – 25. dubna 1829), rozvedli se v roce 1801
⚭ 1817 Pavlína z Metternich-Winneburgu (29. listopadu 1772 – 23. června 1855), starší sestra Klemense von Metternicha
- Bedřiška Alžběta (27. července 1765 – 24. listopadu 1785), ⚭ 1781 Petr I. Oldenburský (17. ledna 1755 – 21. května 1829), oldenburský regent, lübeckýbiskup a od roku 1823 oldenburský velkovévoda
- Alžběta Vilemína (21. dubna 1767 – 18. února 1790), ⚭ 1788 František I. Rakouský (12. února 1768 – 2. března 1835), jako František II., král uherský, chorvatský a český a markrabě moravský, král lombardsko-benátský a poslední císař Svaté říše římské národa německého
- Vilemína (3. června 1768 – 22. října 1768)
- Karel Fridrich (3. května 1770 – 22. srpna 1791)
- Alexandr Fridrich Karel (24. dubna 1771 – 4. července 1833), založil novou větev rodu, ⚭ 1798 Antoinetta Sasko-Kobursko-Saalfeldská (28. srpna 1779 – 14. března 1824)
- Jindřich Karel (3. července 1772 – 28. července 1838)

## Vývod z předků
|                                 |                                                              |  |                               |                                                      |  |  |  |  |  |  |  | Jiří Vilém Braniborský |
|                                 |                                                              |  |                               |                                                      |  |  |  |  |  |  |  |                        |
|                                 | Fridrich Vilém I. Braniborský                                |  |                               |                                                      |  |  |  |  |  |  |  |                        |
|                                 |                                                              |  |                               |                                                      |  |  |  |  |  |  |  |                        |
|                                 |                                                              |  |                               | Alžběta Šarlota Falcká                               |  |  |  |  |  |  |  |                        |
|                                 |                                                              |  |                               |                                                      |  |  |  |  |  |  |  |                        |
|                                 | Filip Vilém Braniborsko-Schwedtský                           |  |                               |                                                      |  |  |  |  |  |  |  |                        |
|                                 |                                                              |  |                               |                                                      |  |  |  |  |  |  |  |                        |
|                                 |                                                              |  |                               | Filip Šlesvicko-Holštýnsko-Sonderbursko-Glücksburský |  |  |  |  |  |  |  |                        |
|                                 |                                                              |  |                               |                                                      |  |  |  |  |  |  |  |                        |
|                                 | Žofie Dorotea Šlesvicko-Holštýnsko-Sonderbursko-Glücksburská |  |                               |                                                      |  |  |  |  |  |  |  |                        |
|                                 |                                                              |  |                               |                                                      |  |  |  |  |  |  |  |                        |
|                                 |                                                              |  |                               | Žofia Hedviga Sasko-Lauenburská                      |  |  |  |  |  |  |  |                        |
|                                 |                                                              |  |                               |                                                      |  |  |  |  |  |  |  |                        |
|                                 | Fridrich Vilém Braniborsko-Schwedtský                        |  |                               |                                                      |  |  |  |  |  |  |  |                        |
|                                 |                                                              |  |                               |                                                      |  |  |  |  |  |  |  |                        |
|                                 |                                                              |  |                               | Jan Kazimír Anhaltsko-Desavský                       |  |  |  |  |  |  |  |                        |
|                                 |                                                              |  |                               |                                                      |  |  |  |  |  |  |  |                        |
|                                 | Jan Jiří II. Anhaltsko-Desavský                              |  |                               |                                                      |  |  |  |  |  |  |  |                        |
|                                 |                                                              |  |                               |                                                      |  |  |  |  |  |  |  |                        |
|                                 |                                                              |  |                               | Anežka Hesensko-Kasselská                            |  |  |  |  |  |  |  |                        |
|                                 |                                                              |  |                               |                                                      |  |  |  |  |  |  |  |                        |
|                                 | Jana Šarlota Anhaltsko-Desavská                              |  |                               |                                                      |  |  |  |  |  |  |  |                        |
|                                 |                                                              |  |                               |                                                      |  |  |  |  |  |  |  |                        |
|                                 |                                                              |  |                               | Frederik Hendrik Oranžský                            |  |  |  |  |  |  |  |                        |
|                                 |                                                              |  |                               |                                                      |  |  |  |  |  |  |  |                        |
|                                 | Henrietta Kateřina Oranžská                                  |  |                               |                                                      |  |  |  |  |  |  |  |                        |
|                                 |                                                              |  |                               |                                                      |  |  |  |  |  |  |  |                        |
|                                 |                                                              |  |                               | Amálie zu Solms-Braunfels                            |  |  |  |  |  |  |  |                        |
|                                 |                                                              |  |                               |                                                      |  |  |  |  |  |  |  |                        |
| Bedřiška Braniborsko-Schwedtská |                                                              |  |                               |                                                      |  |  |  |  |  |  |  |                        |
|                                 |                                                              |  |                               |                                                      |  |  |  |  |  |  |  |                        |
|                                 |                                                              |  | Fridrich Vilém I. Braniborský |                                                      |  |  |  |  |  |  |  |                        |
|                                 |                                                              |  |                               |                                                      |  |  |  |  |  |  |  |                        |
|                                 | Fridrich I. Pruský                                           |  |                               |                                                      |  |  |  |  |  |  |  |                        |
|                                 |                                                              |  |                               |                                                      |  |  |  |  |  |  |  |                        |
|                                 |                                                              |  |                               | Luisa Henrietta Oranžská                             |  |  |  |  |  |  |  |                        |
|                                 |                                                              |  |                               |                                                      |  |  |  |  |  |  |  |                        |
|                                 | Fridrich Vilém I.                                            |  |                               |                                                      |  |  |  |  |  |  |  |                        |
|                                 |                                                              |  |                               |                                                      |  |  |  |  |  |  |  |                        |
|                                 |                                                              |  |                               | Arnošt August Brunšvicko-Lüneburský                  |  |  |  |  |  |  |  |                        |
|                                 |                                                              |  |                               |                                                      |  |  |  |  |  |  |  |                        |
|                                 | Žofie Šarlota Hannoverská                                    |  |                               |                                                      |  |  |  |  |  |  |  |                        |
|                                 |                                                              |  |                               |                                                      |  |  |  |  |  |  |  |                        |
|                                 |                                                              |  |                               | Žofie Hannoverská                                    |  |  |  |  |  |  |  |                        |
|                                 |                                                              |  |                               |                                                      |  |  |  |  |  |  |  |                        |
|                                 | Žofie Dorota Pruská                                          |  |                               |                                                      |  |  |  |  |  |  |  |                        |
|                                 |                                                              |  |                               |                                                      |  |  |  |  |  |  |  |                        |
|                                 |                                                              |  |                               | Arnošt August Brunšvicko-Lüneburský                  |  |  |  |  |  |  |  |                        |
|                                 |                                                              |  |                               |                                                      |  |  |  |  |  |  |  |                        |
|                                 | Jiří I.                                                      |  |                               |                                                      |  |  |  |  |  |  |  |                        |
|                                 |                                                              |  |                               |                                                      |  |  |  |  |  |  |  |                        |
|                                 |                                                              |  |                               | Žofie Hannoverská                                    |  |  |  |  |  |  |  |                        |
|                                 |                                                              |  |                               |                                                      |  |  |  |  |  |  |  |                        |
|                                 | Žofie Dorotea Hannoverská                                    |  |                               |                                                      |  |  |  |  |  |  |  |                        |
|                                 |                                                              |  |                               |                                                      |  |  |  |  |  |  |  |                        |
|                                 |                                                              |  |                               | Jiří Vilém Brunšvicko-Lüneburský                     |  |  |  |  |  |  |  |                        |
|                                 |                                                              |  |                               |                                                      |  |  |  |  |  |  |  |                        |
|                                 | Žofie Dorotea z Celle                                        |  |                               |                                                      |  |  |  |  |  |  |  |                        |
|                                 |                                                              |  |                               |                                                      |  |  |  |  |  |  |  |                        |
|                                 |                                                              |  |                               | Éléonore Desmier d'Olbreuse                          |  |  |  |  |  |  |  |                        |
|                                 |                                                              |  |                               |                                                      |  |  |  |  |  |  |  |                        |